# Rougier Hill
Der Rougier Hill ist ein eisfreier Hügel in der ostantarktischen Ross Dependency. In den nördlichen Cumulus Hills des Königin-Maud-Gebirges ragt er östlich des LaPrade Valley und oberhalb der Südflanke des McGregor-Gletschers auf.
Teilnehmer der Expedition der Texas Tech University zum Shackleton-Gletscher (1964–1965) benannten ihn nach Michael Rougier, Fotograf des Life Magazin auf dieser Forschungsreise, der bei der Besteigung des Hügels schwer verunglückte.